# الجامعة الاتحادية في باهيا
الجامعة الاتحادية في باهيا (باللاتينية: Federal University of Bahia) هي جامعة عامة تقع أساسا في مدينة سالفادور، باهيا. وهي أكبر جامعة في ولاية باهيا.
يمكن للطلاب الدراسة هناك دون دفع الرسوم الدراسية، كما هو الحال في الجامعات الحكومية. وللانضمام إلى الجامعة يجب عليهم اجتياز امتحان سنوي، والمعروفة باسم (بالإنجليزية: Vestibular)‏.